# Саввін Іван Олексійович
Іван Олексійович Саввін (25 січня 1914, село Мала Даниловка, тепер Мордовського району Тамбовської області, Російська Федерація — ?) — молдавський радянський діяч, міністр фінансів Молдавської РСР. Член ЦК КП Молдавії в 1981—1986 роках. Депутат Верховної Ради Молдавської РСР 10—11-го скликань.

## Біографія
Народився в родині службовця. З 1929 до 1932 року працював рахівником на підприємствах цукрової промисловості Центрально-Чорноземної області РРФСР. З 1932 до 1936 року — в системі Держбанку СРСР.
З жовтня 1936 до липня 1938 року служив у Червоній армії.
З 1938 року — знову в системі Держбанку СРСР, працював в місті Молотові (Пермі).
Член ВКП(б) з 1939 року.
У лютому 1942—1945 роках — в Червоній армії, учасник радянсько-німецької війни. Служив у польових армійських установах Держбанку СРСР, зокрема був начальником польової каси Держбанку 159-ї стрілецької дивізії, інспектором польової контори Держбанку СРСР № 948 Воронезького фронту, начальником польового відділення Держбанку СРСР № 1948 при 1-му Чехословацькому армійському корпусі в СРСР, начальником польового відділення Держбанку СРСР у Центральній групі радянських окупаційних військ.
У 1945—1947 роках — керуючий Шепетівського відділення Держбанку СРСР Кам'янець-Подільської області.
У 1947—1950 роках — начальник Кишинівського міського управління Молдавської республіканської контори Держбанку СРСР.
З 1950 до 1955 року перебував у закордонному службовому відрядженні.
У 1955—1956 роках — начальник Кишинівського міського управління Молдавської республіканської контори Держбанку СРСР.
У 1956—1959 роках — заступник керуючого Молдавської республіканської контори Держбанку СРСР.
У 1957 році закінчив Московський заочний фінансово-економічний інститут.
У 1959—1963 роках — заступник, у 1963 — 6 лютого 1979 роках — 1-й заступник міністра фінансів Молдавської РСР.
6 лютого 1979 — 13 листопада 1986 року — міністр фінансів Молдавської РСР.
Подальша доля невідома.

## Звання
- старший лейтенант інтендантської служби
- капітан інтендантської служби
- майор інтендантської служби
- підполковник інтендантської служби

## Нагороди
- орден Жовтневої Революції
- орден Вітчизняної війни ІІ ст. (31.05.1945)
- орден Трудового Червоного Прапора
- орден Червоної Зірки (06.03.1945)
- орден «Знак Пошани»
- «Чехословацький Військовий Хрест 1939-1945» (Чехословаччина)
- медаль «За бойові заслуги» (9.09.1943)
- медаль «За перемогу над Німеччиною у Великій Вітчизняній війні 1941—1945 рр.» (1945)
- медалі
- Заслужений економіст Молдавської РСР